# Eupithecia pliniata
Eupithecia pliniata is een vlinder uit de familie van de spanners (Geometridae). De wetenschappelijke naam van de soort is voor het eerst geldig gepubliceerd door Otto Staudinger.